# Harald le Viking
Harald le Viking est une série de bande dessinée créée par Liliane et Fred Funcken pour le Journal de Tintin à partir de 1956.

## Historique
C'est en 1956 que Liliane et Fred Funcken lancent cette série dans Tintin. Ils ont déjà une bonne expérience avec le succès du Chevalier blanc et une solide réputation dans le domaine de la bande dessinée à sujet historique.
Harald le Viking est un guerrier viking aux aventures pleines de panache.
Cette série ne dure cependant pas longtemps, ne rencontrant pas le succès escompté. Publiée dans Tintin entre 1956 et 1967, elle ne compte en fait que quatre aventures « à suivre » et deux récits complets. Des albums sont édités à partir de 1958 chez Le Lombard et Chlorophylle. Une nouvelle édition dans la collection « Bédingue » en 1983 échoue pareillement à s'imposer. Plus tard, en 1996 la tentative des éditions Lefrancq est stoppée au bout d'une année à cause de difficultés financières.

## Épisodes
- Dessinés par les Funcken :
  - L’Île de la brume, par Fred Funcken, dans Tintin, 1956-1957 ;
  - La Lueur verte, par Liliane et Fred Funcken, dans Tintin, 1957-1958 ;
  - L’Escadre rouge, par Liliane et Fred Funcken, Tintin, 1961-1962 ;
  - L’Escale de la peur, par Liliane et Fred Funcken, Tintin, 1962 ;
  - Le Fils de Thorolf, par Liliane et Fred Funcken, texte de Jacques Acar, récit complet, 1966 ;
  - Pour un peu de cuivre, par Liliane et Fred Funcken, récit complet, 1967.

- Dessinés par Mouminoux :
  - Le Drakkar aux voiles noires, par Mouminoux, scénario de Froval, dans J2 Jeunes, 1965.
  - Le Glaive de Thor, par Mouminoux, scénario de Froval, dans J2 Jeunes, 1966.

## Albums
- L’Île de la brume, Le Lombard, 1958 ; rééd. collection BéDingue, 1983 ; Lefrancq, 1996.
- La Lueur verte, Chlorophylle, 1980.
- L’Escadre rouge, Le Lombard, 1967 ; rééd. Lefrancq, 1996.
- L’Escale de la peur, Le Lombard, 1968.